# Teatro Ford
Il Teatro Ford (in inglese Ford's Theatre) è un teatro di Washington, capitale degli Stati Uniti d'America.
Costruito nel 1833 come edificio di culto, divenne teatro nel 1863 e passò alla storia per essere stato il luogo dove il 14 aprile 1865 l'attore John Wilkes Booth assassinò l'allora presidente Abraham Lincoln.
In seguito il teatro venne utilizzato come magazzino e sede di uffici; nel 1893 parte di esso crollò, causando 22 vittime.
Fu restaurato e riaperto al pubblico come teatro nel 1968.
Negli anni duemila fu sottoposto ad ulteriori lavori di restauro e riaprì nuovamente al pubblico il 12 febbraio 2009 in occasione del bicentenario della nascita di Lincoln.
Un annesso Centro di Educazione e Leadership fu inaugurato il 12 febbraio 2012, con sede a fianco alla Petersen House.
Il teatro e la Petersen House sono parte integrante del Monumento storico Nazionale del teatro Ford, amministrato dal National Park Service.

## Storia
Il sito originariamente era un luogo di culto della Chiesa Battista di Washington, la cui edificazione risale al 1833 sotto l'amministrazione del pastore Obadiah Bruen Brown. Nel 1861, dopo che la congregazione si trasferì in una nuova struttura, il manager teatrale americano John T. Ford comprò l'edificio e lo convertì in teatro, chiamandolo inizialmente Ford's Athenaeum. L'anno successivo venne distrutto da un incendio, ma la ricostruzione iniziò subito e nell'agosto del 1863 venne inaugurata la nuova struttura, con una capienza di 2400 posti.
Nel 1865, cinque giorni dopo la capitolazione del generale dell'esercito confederato Robert Edward Lee presso Appomattox Court House, e pertanto la fine della Guerra di Secessione Americana, il presidente degli Stati Uniti Lincoln e la moglie Mary si recarono al teatro per assistere a una rappresentazione del dramma in tre atti Our American Cousin. Il famoso attore John Wilkes Booth, razzista e simpatizzante sudista deluso per la sconfitta nella guerra, raggiunse il palco dove si trovava il presidente e sparò a Lincoln. Saltò poi giù dal palco, gridando "Sic semper tyrannis"! ("così sempre ai tiranni!") fuggendo quindi verso il retro del teatro.
Dopo l'assassinio del presidente, il governo statunitense acquisì il teatro per 100.000 dollari dell'epoca, e venne stabilito che la struttura non sarebbe stata più utilizzata come luogo di divertimento per il pubblico. Tra il 1866 e il 1887 il teatro venne utilizzato dal Dipartimento della Guerra degli Stati Uniti, che utilizzò il primo piano come archivio, il secondo piano come sede del Servizio di chirurgia generale dell'esercito (l'attuale National Library of Medicine) e il terzo piano come sede dell'Army Medical Museum (l'attuale National Museum of Health and Medicine). Dal 1887 l'edificio ospitò solamente uffici di segreteria del Dipartimento della Guerra, a seguito del trasferimento in altre sedi degli uffici relativi ai servizi medici.
Il 9 giugno 1893 la parte frontale dell'edificio crollò provocando la morte di 22 persone e il ferimento di altre 68. Tale evento diede origine ad una superstizione secondo la quale l'edificio era maledetto dal giorno in cui da luogo di culto venne convertito in teatro. Tuttavia vennero avviati dei nuovi lavori di ristrutturazione e fino al 1911 il teatro venne utilizzato come magazzino.
Negli anni 1911-1918 giacque in uno stato di abbandono. Il restauro completo dell'intera struttura e della sua riconversione a teatro fu possibile grazie allo sforzo di due politici, il democratico Melvin D. Hildreth e il repubblicano Milton Young. Nel 1945 Hildreth parlò a Young della necessità di restaurare il teatro, e dopo intense pressioni sul Congresso, nel 1955 venne varata una proposta per la ricostruzione della struttura. Nel 1964 il Congresso stanziò i finanziamenti per i lavori, che iniziarono lo stesso anno per terminare nel 1968. L'inaugurazione avvenne il 30 gennaio dello stesso anno.